# Episodi di Black Jesus (seconda stagione)
La seconda stagione della serie televisiva Black Jesus, composta da 11 episodi, è stata trasmessa negli Stati Uniti, da Adult Swim, dal 18 settembre al 27 novembre 2015.
In Italia la stagione è inedita.
| nº | Titolo originale                    | Prima TV USA      |
| -- | ----------------------------------- | ----------------- |
| 1  | No Room for Jesus                   | 18 settembre 2015 |
| 2  | Jesus Gonna Get His                 | 25 settembre 2015 |
| 3  | False Witness                       | 2 ottobre 2015    |
| 4  | Hands of God                        | 9 ottobre 2015    |
| 5  | Tasty Tudi's                        | 16 ottobre 2015   |
| 6  | Taco Sundays                        | 23 ottobre 2015   |
| 7  | Thy Neighbor's Strife               | 30 ottobre 2015   |
| 8  | Never Say When                      | 6 novembre 2015   |
| 9  | Janky Cable                         | 13 novembre 2015  |
| 10 | Good for Nothing                    | 20 novembre 2015  |
| 11 | A Very Special Christmas In Compton | 27 novembre 2015  |